# Gary Fico
Pour les articles homonymes, voir Fico.
Gary Fico, né 12 juillet 1986 à Issy-les-Moulineaux, est un auteur-compositeur-interprète français. Il est notamment connu  pour son duo avec Léo Rispal Le Même que moi, classé à la 18e place des ventes de singles en France et à la 2e place du classement Ultratop en Belgique francophone.

## Biographie
En 2006, lors d'une audition, Gary Fico est sélectionné pour former le groupe de musique Sawdust, qui se sépare au bout de trois ans. À l'été 2009, il sort le titre I Like That avec le rappeur Bobby Six puis le titre Le Bouffon du Roi en décembre,. 
En juin 2010, il fait la première partie de Jena Lee lors de deux concerts au Bataclan. Il signe avec le label Urban Pop (Wagram) pour un album et sort le single Ma vie, adaptation de Fuck You de Lily Allen. En décembre sort Money, premier single envoyé en radio. Fico considère ce single comme le « single 0 stratégique pour toucher un maximum de médias puisque je suis encore un artiste en développement », « il correspondait à la tendance du moment ». Il poursuit avec un duo, sur le titre Le même que moi, avec Léo Rispal, jeune chanteur révélé par les émissions L'École des stars et Le Grand Show des enfants. La chanson se classe à la dix-huitième place des ventes de singles en France et à la deuxième place de l'Ultratip en Belgique francophone. Début mai 2011, le clip est le sixième le plus diffusé à la télévision française. 
En juin 2011, sort Tout tout tout, troisième single extrait de l'album Funambule prévu pour le même mois mais reporté à octobre puis à une date ultérieure,. En novembre, Fico fait la première partie de Mélissa Nkonda.  Il participe au Collectif Paris Africa et interprète la chanson Des ricochets. En décembre, il sort son quatrième single On les aime (Les Françaises). 
En 2012, il monte sa société de production musicale Famous Farmer et cosigne les titres de Shy'm et On se fout de nous et En plein cœur en collaboration avec K. Maro. Il participe à la réalisation des titres Cours et Battre encore + fort de M. Pokora. En 2013, il signe les titres Danse et À l'international sur l'album À l'infini de Tal. Il collabore également sur les titres Moi je parle et Une autre personne avec le girl group Little Mix.
Il signe également la quasi-totalité de l'album Tout recommencer, le premier opus français de David Carreira. On lui connaît les singles Obrigado la famille, Boom, Viser le K.O. ou encore le duo avec Tal Ma liberté.
Il travaille aujourd'hui avec de nombreux artistes notamment Tal, Shy'm, M. Pokora, David Carreira, Kendji Girac ou encore Claudio Capéo.

## Discographie

### Album
- Funambule (2011)

### Single
- Money (2010)
- Le Même que moi, avec Léo Rispal, (2011)
- Tout tout tout (2011)
- On les aime (Les Françaises) (2011)
- Nouvelle Jeunesse  (2012)
- Elle (2014)